# Parliament Vodka
Parliament Vodka ist eine russische Wodkamarke.

## Geschichte
Die Produktion wurde 2000 in Moskau aufgenommen. Nach Deutschland eingeführt wurde Parliament Wodka erstmals 2004. 2022 wurde zunächst die Vermarktung, dann auch der Import nach Deutschland aufgrund von Sanktionen eingestellt. In Russland selbst ist die Marke weiterhin erhältlich.

## Importeur
Generalimporteur für Deutschland war von 2008 bis 2022 die Hamburger Firma Borco-Marken-Import Matthiesen GmbH & Co. KG. Nach Angaben des Importeurs war Parliament mit ca. 1,5 Millionen verkauften Flaschen vor dem Importstop einer der meistverkauften russischen Wodkas im deutschsprachigen Raum (Nr. 2 hinter Moskovskaya). Hersteller ist die Moskauer Großbrennerei Uroschaj.

## Sorten
- Parliament Vodka
- Parliament Mandarin (aromatisiert)
- Parliament Black Currant (aromatisiert)
- Parliament Pepper (aromatisiert)